# Final Fantasy XI
Final Fantasy XI (ファイナルファンタジーXI, Fainaru Fantajī Irebun), aussi connu sous le nom de Final Fantasy XI: Online, est un jeu de rôle en ligne massivement multijoueur créé et publié par Square (maintenant Square Enix) en tant qu'élément de la saga Final Fantasy. Il est dans un premier temps sorti au Japon sur la console PlayStation 2 de Sony le 16 mai 2002 et fut publié pour PC Windows le 5 novembre de la même année. Il sortit par la suite sur le marché Américain le 28 octobre 2003. Une version Xbox 360 sortie mondialement en avril 2006 en tant que premier MMORPG de la console. La mise à jour 1.31 du firmware de la PlayStation 3 permet à l'utilisateur d'installer le jeu en utilisant les disques PlayStation 2.
L'histoire se déroule à Vana'diel, où l'on peut accomplir des tâches variées pour améliorer la puissance d'un personnage, compléter des quêtes ou encore suivre les différentes intrigues du jeu. Cinq races sont disponibles pour accomplir les scénarios des 3 nations, des 4 extensions et des 3 scénarios additionnels. Il y a également de nombreuses sous-intrigues qui sont autant d'histoires que les joueurs peuvent vivre en prenant part aux centaines de quêtes disponibles au sein du jeu.
En janvier 2004, Square Enix annonce un total de plus de 500 000 joueurs utilisant plus d'un million de personnages. En 2006, le jeu est toujours le MMORPG dominant dans le marché japonais. Quatre extensions sont sorties pour le jeu depuis 2002, symbole de la réussite du jeu. Square Enix, ainsi que d'autres sources, indiquent que le nombre d'utilisateurs continue de croître à une allure constante. En mai 2009, Square Enix annonçait plus de 500 000 abonnés et un total de plus de 2 millions de personnages actifs.
Depuis juillet 2014, le jeu et son portail web ne sont plus disponibles dans les langues allemande et française, toutefois les langues anglaise et japonaise demeurent[réf. nécessaire]. De plus, depuis 2016, il n'est plus possible d'y jouer sur PlayStation 2 et Xbox 360, les serveurs pour ces consoles ayant été fermés.

## Organisation du monde
Le monde de Final Fantasy XI est connu sous le nom de Vana'diel. Il est composé de deux continents principaux ainsi que de deux îles plus mineures les côtoyant, qui sont elles-mêmes entourés d'îlots. Il possède des climats variés, allant des glaciers nordiques jusqu'aux déserts. Les quatre villes principales à Vana'diel sont Bastok, San d'Oria, Windurst et Jeuno. L'extension Treasures of Aht Urhgan a ajouté la vaste cité de Aht Urhgan Whitegate/Al Zahbi. Le reste de Vana'diel est composé d'un certain nombre de zones de plein air, de donjons et de villes mineures réparties sur des régions variées. Tandis que la plupart des zones sont accessibles en marchant, des moyens de locomotion variés allant des désormais classiques dans les Final Fantasy, Chocobos et aéronefs jusqu'aux sorts spéciaux facilitant les mouvements au travers du monde.
Les cinq races jouables dans Final Fantasy XI sont les Elvaans, de forts combattants physiques, soigneurs acceptables mais faibles en magie noire ; les Humes, une race ressemblant aux humains, sans atouts ou faiblesses notables ; les Galkas, une race sans sexe, forts et imposants, mais faibles en magie ; les Mithras, mi femmes-mi chats, agiles et habiles, mais physiquement faibles, uniquement jouable en personnage féminin et les Tarutarus, des petits êtres avec une incroyable maîtrise de la magie noire, mais très faibles physiquement. En plus des races jouables, il y a deux races principales non jouables, les Zilart, une ancienne race qui est le centre d'intérêt des deux premières extensions, et les Kuluu, une race d'être semblables aux Zilart et considérée comme inférieure à eux. Il y a également une énorme distribution de NPCs donnant des quêtes ou des missions qui apparaissent dans l'histoire du jeu. Le jeu met en scène plusieurs monstres récurrents dans les Final Fantasy ainsi que les Beastmen, qui comportent des races telles que les Goblins, les Orcs, les Yagudos et les Quadavs. Certaines de ces créatures obéissent au Shadow Lord, une des origines des conflits du jeu.
Il y a huit scénarios majeurs dans Final Fantasy XI, dont les histoires des trois nations (San d'Oria, Bastok et Windurst), les trois extensions (Rise of the Zilart, Chains of Promathia et Treasures of Aht Urhgan) ainsi que les deux sets de Dynamis. Les scénarios des Dynamis sont uniques dans le sens où l'histoire progresse lorsque le joueur triomphe de zones spéciales de Dynamis, et non pas en complétant des missions comme pour les autres scénarios du jeu (bien que la nature du scénario des Dynamis implique que le joueur ait dû avancer jusqu'à un certain point dans les autres scénarios pour le débuter). Il y a également de nombreuses sous-intrigues que les joueurs peuvent découvrir en résolvant les centaines de quêtes disponibles dans le jeu.

## Système de jeu
Final Fantasy XI diffère des précédents opus de la série sur de nombreux aspects. Le joueur peut personnaliser ses personnages en choisissant sa race, son sexe, son visage, sa couleur de cheveux, sa taille, son job et sa nation d'allégeance. Contrairement aux précédents Final Fantasy, tous les combats se déroulent en temps réel, et les ennemis ne se rencontrent pas au hasard.

### Classes
Final Fantasy XI possède actuellement un total de 22 classes. Ces classes sont tirées des épisodes précédents de la série Final Fantasy.

### Serveurs
Il y a 32 mondes (serveurs) disponibles pour jouer, ainsi que plusieurs serveurs de test non publics utilisés par Square Enix. Les noms des serveurs sont tirés d'invocations des opus de la série. Les joueurs sur PC, PS2 et Xbox 360 de tous pays jouent ensemble sur les mêmes serveurs. Il n'existe donc pas de serveurs spécifiques à une région ou à une plateforme, comme dans les autres jeux en ligne tels que World of Warcraft.
À noter que depuis le 8 mars 2007, il est possible de choisir son serveur à la création du personnage, les WP (World Pass) ne sont plus utiles.
En 2010, la population ayant connu un certain déséquilibre à la suite du choix et des transferts de serveurs, les huit serveurs les moins peuplés sont fusionnés avec huit autres, pour obtenir un nouveau total de 24 serveurs.
Depuis le 31 mars 2016, les serveurs des consoles PlayStation 2 et Xbox 360 ont été fermés : il n'est donc plus possible de jouer à Final Fantasy XI sur ces plateformes. Les serveurs de la plateforme PC demeurent toutefois, pour un temps indéterminé.

### Interface
Les joueurs ont la possibilité d'utiliser n'importe quelle combinaison d'un clavier, d'une souris et d'une manette pour jouer à Final Fantasy XI. Si un joueur sur PS2 ou Xbox 360 ne possède pas de clavier, le jeu possède également un clavier virtuel (bien que cela s'avère considérablement plus long que d'écrire via un véritable clavier). L'interface dans Final Fantasy XI consiste en une fenêtre de log, des menus et plusieurs éléments d'information du jeu. La fenêtre de log en bas de l'écran affiche les messages du système, de combat et ceux envoyés par les autres joueurs. Les joueurs peuvent choisir de filtrer ce qui apparaît dans la fenêtre de log. Les menus permettent au joueur d'accéder à différentes commandes, fenêtres de statut ou encore options de configuration. En plus du menu principal, qui contient la majorité des options du jeu, le « menu de commande d'action » apparaît juste au-dessus de la fenêtre de log et donne au joueur plusieurs options pour interagir avec son environnement. Plusieurs options du menu sont également accessibles via des raccourcis claviers.

### Système de jeu basique
Le système de jeu dans Final Fantasy XI possède deux composantes majeures : les quêtes, qui ne font pas avancer dans le scénario principal mais renforcent l'univers fantasy du jeu, et les missions, grâce auxquelles l'histoire du jeu est racontée. Les quêtes peuvent être accomplies pour différentes récompenses. Les missions sont quant à elles réalisées pour monter son rang et ainsi accéder à des nouvelles zones, acquérir de nouveaux privilèges et progresser dans les scénarios variés du jeu. Chaque nation possède son propre set de missions qu'un joueur doit compléter pour monter en rang ; un joueur ne peut compléter que les missions propres à sa nation.
Les combats dans Final Fantasy XI prennent place dans le même monde que celui dans lequel les joueurs évoluent, par opposition aux anciens Final Fantasy dans lesquels les combats prenaient place dans un nouvel écran. Les monstres du jeu agissent selon un système de « claim » et d'« inimitié ». Un monstre est « claimed » dès l'instant où un joueur réalise une action offensive sur lui, par exemple mais pas forcément, une attaque, l'utilisation d'une compétence de job offensive ou le lancement d'un sort (offensif). À quelques exceptions près, une fois qu'un monstre est « claimed » il ne peut être attaqué que par des joueurs appartenant à l'équipe ou à l'alliance de celui l'ayant « claim ». Un monstre concentrera son attention sur quiconque a généré le plus d'« enmity ». Les joueurs ont différents moyens à leur disposition (des sorts aux compétences, en passant par les objets) pour accroître ou diminuer leur « inimitié ».
Bien qu'il n'y ait pas à l'origine de système permettant aux joueurs de combattre entre eux, cela fut ultérieurement ajouté au jeu. Le système de PvP (Player vs. Player, Joueur contre Joueur) est connu sous le nom de conflit. Les joueurs ne peuvent se combattre directement que sous des circonstances très spécifiques. Les conflits se concrétisent sous forme de "matchs" auxquels les joueurs prennent part de leur plein gré ; en dehors de ces matchs, il est impossible aux joueurs de se combattre directement. Il y a deux types de conflits. Durant une Ballista, l'objectif est de marquer des points en lançant un rocher (nommé « Petra ») dans une sorte de château (nommé « Rook »). Durant un Brenner, un type de PvP plus récent, les joueurs doivent voler les « flammes » de l'équipe adverse et les placer dans des « Flammen-Brenner » dans leur camp. En conservant ces « flammes », l'équipe récolte des points. L'équipe possédant le plus de points à la fin du round est déclarée vainqueur.

### Synthèse et loisirs
Mis à part compléter des quêtes et des missions, les joueurs peuvent participer à plusieurs activités annexes ou mini-jeux. Des moyens variés de collecter des objets permettent au joueur de gagner des objets directement de l'environnement. La "récolte" produit des objets depuis les plantes, le forage produit des objets en os ou des minéraux, l'exploitation forestière produit différentes sortes de bois et l'exploitation minière produit des minerais ou des gemmes non taillées. La pêche dans Final Fantasy XI est une sorte de mini-jeu où un joueur doit mesurer sa force face à celle du poisson ayant mordu à son hameçon. Le jardinage dans Final Fantasy XI consiste à faire pousser des plantes dans sa résidence (appelée Mog House) et à en récolter les fruits. Le ramassage de coquillages est un mini-jeu où les joueurs collectent autant de poissons ou créatures de la mer que possible sans dépasser la limite imposée par la taille de leur seau. L'utilisation de Chocobo pour creuser permet de commander à sa monture de déterrer des objets d'endroits variés sur le sol. Il est également possible d'élever son chocobo à la manière d'un jeu d'éducation, puis de le faire participer à des courses. Il y a aussi un système d'arène de monstres capturés et de paris dans les courses de chocobo.
Final Fantasy XI possède un système relativement complexe de création d'objet, dans lequel les joueurs utilisent des cristaux obtenus en combattant les divers monstres pour transformer une combinaison spécifique d'ingrédients en d'autres objets dans un procédé intitulé « synthèse ». De plus, contrairement à World of Warcraft, chaque synthèse a une probabilité d'échec (qui peut être diminuée en augmentant le talent relatif à la recette, mais non éliminée) tandis que la plupart des recettes ont une faible chance de produire un objet de haute qualité (de même, cette chance est accrue en augmentant le niveau de compétence relatif à la recette ; les objets de haute qualité ont en général de meilleures statistiques), ce qui signifie également que le rapport risque sur récompense  de certains objets est extrêmement élevé. Différentes recettes, utilisant différentes classes d'ingrédients et différentes compétences de synthèse, produiront différents types d'objets. Il existe neuf types de compétences de synthèse ; certaines recettes requièrent qu'on ait deux voire trois compétences à un certain niveau pour qu'il soit possible de simplement tenter la synthèse de l'objet. D'autres recettes nécessitent également des objets clé qu'un joueur doit posséder afin d'être capable de synthétiser certains objets.

### Économie du jeu
Final Fantasy XI a une économie pratiquement en intégralité basée sur les joueurs, reposant fortement sur les hôtels des ventes de chacune des cités majeures de Vana'diel. Les seuls monstres dans le jeu qui donnent de l'argent (appelé gils) quand ils sont vaincus sont les Hommes-bêtes, des humanoïdes qui combattent les personnages des joueurs. Cependant, les Hommes-bêtes laissent très peu d'argent derrière eux, ce qui signifie que contrairement aux précédents Final Fantasy, il est impossible de gagner beaucoup d'argent en tuant simplement des monstres. Des objets variés utilisés dans les synthèses, ainsi que de très rares objets, peuvent être récupérés sur des monstres vaincus. Bien que l'économie du jeu soit en majorité entre les mains des joueurs, il existe un certain nombre de contrôles économiques. L'argent peut être donné à un NPC (Non Player Character, ou PNJ : personnage non-joueur), par exemple lorsque les joueurs achètent des objets aux vendeurs NPC ou louent des moyens de locomotion. Une taxe est prélevée lorsque les joueurs mettent des objets en vente aux enchères (dans les hôtels des ventes) et dans certaines villes. Les joueurs faisant des achats depuis des "Bazars" gérés par d'autres joueurs dans ces villes sont taxés d'un pourcentage du prix de base de l'objet. Puisque les transports et taxes ne vont pas aux joueurs, ce sont en effet des moyens de réguler l'économie.

## Développement et historique

### Création
Le développement de Final Fantasy XI débuta après la sortie de la version anglaise de Chrono Cross. On dit aux joueurs japonais de s'attendre à rencontrer des joueurs anglophones, puisque les créateurs du jeu souhaitaient un monde virtuel unifié plutôt que plusieurs propres à chaque langage. Ce développement permit une réduction de 66 % des coûts potentiels de mise en place du jeu. Différentes créatures durent avoir leur nom standardisé, puisqu'ils étaient nommés différemment dans les versions japonaises et américaines. Le jeu et le réseau de services PlayOnline coûtèrent entre 2 et 3 milliards de yen soit entre 17 et 25 millions de dollars à créer et sont supposés être devenus profitables durant une période de cinq ans. Il était à l'origine annoncé que les sorties sur PlayStation 2 et sur PC seraient simultanées, ainsi que les sorties concurrentes des versions japonaises et américaines. Le jeu fut développé et testé sur une carte graphique NVIDIA GeForce 4 Ti GPU, que le président de Square décrivit comme étant la plus puissante des cartes graphiques disponibles à l'époque. À la suite du bêta test en août 2001 au Japon, une version publique de la bêta japonaise fut réalisée en décembre 2001. Le jeu était le premier développé sous la nouvelle philosophie de Square qui était de développer pour « toutes les plateformes et tous les médias ».

### Équipe de développement
- Producteur : Hiromichi Tanaka
- Réalisateur : Koichi Ishii

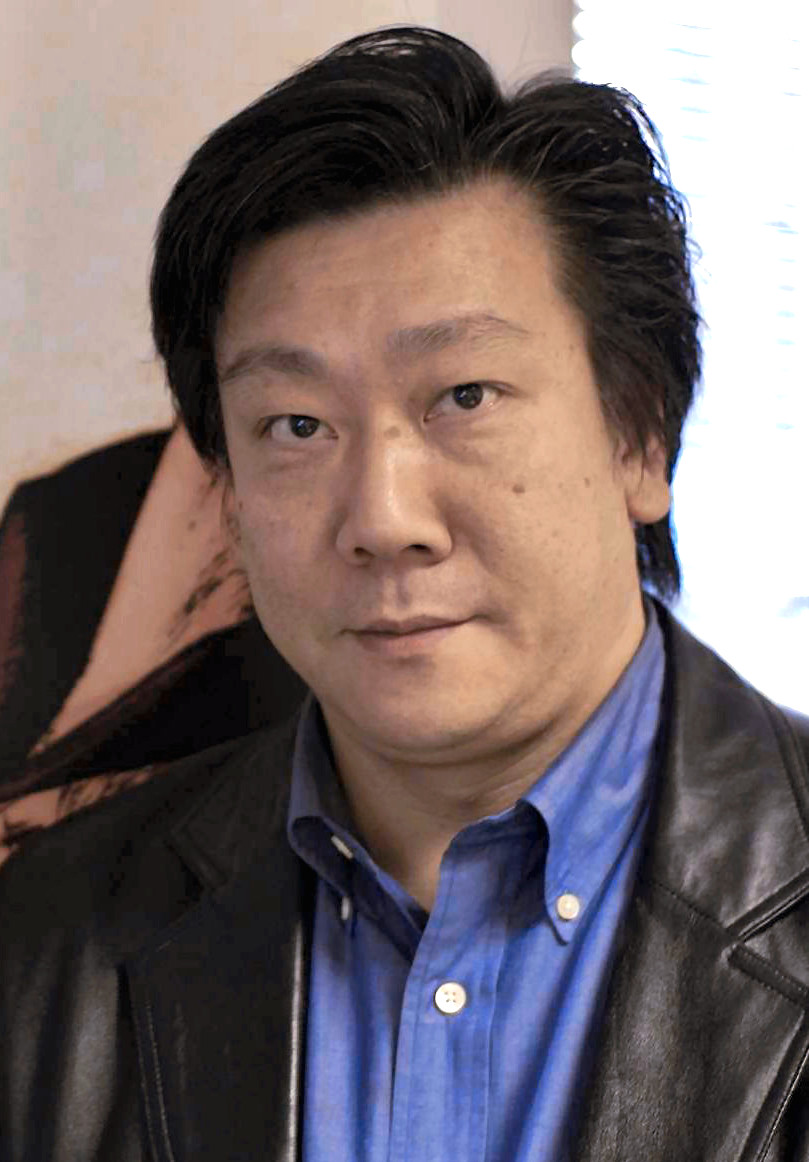
Hiromichi Tanaka prend en charge la production du jeu.

- Directeur artistique : Ryosuke Aiba
- Création des personnages : Tetsuya Nomura, Nobuyoshi Mihara, Tamae Kisanuki
- Directeur de la programmation : Ken Narita
- Musique : Naoshi Mizuta, Kumi Tanioka, Nobuo Uematsu
- Producteur délégué : Hironobu Sakaguchi
- Superviseur des évènements et de l'intrigue: Masato Kato
- Directeur des évènements et bastok events : Nobuaki Komoto
- Directeur des combats : Katsuhisa Higuchi[2]

### Sortie
Final Fantasy XI était listé comme l'un des jeux les plus attendus de 2004 par IGN. Il y eut des objections levées contre l'appellation Final Fantasy XI, puisqu'il y avait des doutes sur le fait que le jeu possède une véritable histoire structurée (peur qui s'est avérée infondée) ; il était suggéré à la place que le jeu soit nommé "Final Fantasy Online."
Quelques options sont actuellement disponibles pour les aspirants joueurs de Final Fantasy XI pour tester le jeu. La première d'entre elles, offerte par Square Enix, était une période de 30 jours d'essai du jeu offerte pour l'achat d'un PC Alienware ou un accessoire de bureautique Logitech. L'offre fournissait des codes pour télécharger le jeu et s'enregistrer sur PlayOnline et Final Fantasy XI. Cette offre n'est désormais plus disponible, bien que les codes mentionnés soient toujours valides.
La deuxième méthode pour obtenir un essai gratuit concernait le "Buddy Pass", un code inclus dans les versions Windows "Vana'diel Collection" et "Vana'diel Collection 2007", et donné par Square Enix durant le iGames World Tour 2005 ; code qui permettait à un ami de télécharger le jeu et de s'y essayer pendant 30 jours.
La dernière option disponible pour les joueurs intéressés est le Final Fantasy XI Starter Pack, publié par Square Enix le 20 juillet 2007 au prix de 3,99 $. Ce pack contient des codes de produit pour PlayOnline, Final Fantasy XI et le Tetra Master, ainsi qu'un disque d'installation pour le jeu et ses trois extensions. Le disque permet au joueur de tester le jeu durant 30 jours, après lesquels il lui sera demandé d'acheter des codes de produits à Square Enix pour les prix standards s'il souhaite continuer.
Toutes les versions de Final Fantasy XI sont délivrées avec une période d'essai de 30 jours.

## Extensions
Quand la nouvelle de la sortie d'une extension à Final Fantasy XI fut annoncée pour la première fois, la rumeur voulait que son titre soit Final Fantasy XI: Vision of Girade (ce qui n'était pas trop loin de la réalité dans la mesure où son nom japonais fut finalement Final Fantasy XI: Visions of Zilart) et il n'était pas clair s'il allait s'agir d'une amélioration gratuite ou non. Le 28 octobre 2003, Final Fantasy XI sorti en Amérique du Nord sur PC en même temps que la première extension Rise of the Zilart, et sur PlayStation 2 le 23 mars 2004. En 2006, le jeu fut rendu disponible sur Xbox 360, marquant ainsi la première collaboration entre Square Enix et Microsoft. La version Xbox Live a également été bêta-testée pour voir comment son système de jeu en ligne allait supporter Final Fantasy XI. La version Xbox fut le premier jeu sur Xbox 360 à nécessiter l'utilisation du disque dur.
La deuxième extension du jeu, Chains of Promathia, fut publiée au Japon le 16 septembre 2004 et un pack contenant le jeu d'origine ainsi que ses deux premières extensions sorti en Europe à la même date. Cinq jours plus tard, le 21 septembre 2004, l'extension sorti en Amérique du Nord. De plus, un DVD-ROM contenant la version américaine du jeu ainsi que les deux extensions sorti sous le nom de "The Vana'diel Collection" le 16 août 2005.
Une troisième extension, Treasures of Aht Urhgan, sortie mondialement le 18 avril 2006. Le jeu fut également publié sur Xbox 360 le même jour dans un pack contenant les trois premières extensions, la version PC de ce pack intitulée "The Vana'diel Collection 2007" sortie quant à elle en novembre.
Une nouvelle extension à Final Fantasy XI, intitulée Les guerriers de la Déesse (Wings of the Goddess) fut annoncée le 12 mai 2007 à la "Square Enix Party" au Japon. Cette quatrième extension est sortie le 22 novembre 2007 au Japon, aux États-Unis et en Europe. Un pack nommé "Final Fantasy 2008 Edition" contenant le jeu d'origine ainsi que les quatre extensions est sortie en Europe le 23 mai 2008. Un Fan Festival organisé par Square Enix a eu lieu du 15 novembre 2007 au 17 novembre 2007 à Anaheim, Californie (États-Unis). Cet évènement a permis aux spectateurs présents d'avoir une première vision du contenu de cette nouvelle extension.
Trois scénarios additionnels disponibles en téléchargement (payant) uniquement sont sortis au cours de l'année 2009. "A Crystalline Prophecy", "A Moogle Kupo d'Etat" et "A Shantotto Ascension"
Une dernière extension payante, intitulée Final Fantasy XI : Explorateurs d'Adoulin, est sortie sur PlayStation 2 et PC le 26 mars 2013. Sortie mondiale.
Enfin, « Rhapsodies de Vana'diel » un scénario global rassemblant l'histoire ainsi que les protagonistes originaux et de toutes les extensions, vit le jour pour fêter les 14 ans du jeu. Mis à disposition sous forme de trois chapitres distincts respectivement en mai, août et novembre 2015.

### Mises à jour
Le 14 juin 2002, les serveurs du jeu furent arrêtés durant quatre heures pour raisons de maintenance de la base de données, de corrections de bugs sur l'interface et de la sortie d'un correctif pour le client. Ce correctif se veut être le premier à avoir jamais été publié pour un jeu sur console. Le 8 juillet 2002, Square stoppa le système d'Auction House car certains joueurs exploitaient une faille de ce système.
Début 2006, Square Enix découvrit qu'un groupe de joueurs avait trouvé un moyen de générer de l'argent virtuel et l'échangeait contre de l'argent réel, ce qui avait eu pour conséquence d'augmenter considérablement le prix de tous les objets du jeu. En réponse à cela, 700 comptes furent définitivement bannis et 300 milliards de gils furent ainsi supprimés du jeu. Cette action était une tentative de stopper les interactions entre les économies réelles et virtuelles dans le jeu en ligne. Square Enix a expliqué que le commerce d'objets pour de l'argent réel est officiellement une violation des "Terms of Service" de Final Fantasy XI. En juillet 2006, Square Enix a banni ou suspendu plus de 8 000 autres comptes pour des manipulations similaires. Depuis la mise à jour, Square Enix bannit régulièrement les comptes de joueurs dont il est avéré qu'ils ont violé le contrat, certains d'entre eux pour utilisation de programmes tiers, supprimant ainsi des milliards de gils de l'économie du jeu. La mise à jour de l'été 2006 répondit à une longue attente des joueurs en leur permettant d'élever et de nourrir leur propre Chocobo.
En décembre 2006, les versions PlayStation 2 des installeurs de PlayOnline et de Final Fantasy XI fonctionnent sur PlayStation 3. Un téléchargement depuis le PlayStation Store et 10 Go d'espace disque (pour l'image disque PS2) sont requis pour permettre le support du logiciel sur PlayStation 3.
En mars 2007, la version PC de Final Fantasy XI fut rendue compatible avec Windows Vista. Après avoir travaillé pour résoudre le problème d'incompatibilité de Final Fantasy XI avec Windows Vista, Square Enix publia une version téléchargeable du client PlayOnline compatible avec le système d'exploitation, résolvant le principal problème d'incompatibilité. Bien que des bugs mineurs subsistent, comme le fait que le client ne se lance pas correctement via le Windows Media Center, le nouveau client permet néanmoins à Final Fantasy XI de fonctionner correctement sous Windows Vista.
Le 8 mars 2007 une mise à jour permet aux joueurs européens sur PC et Xbox 360 de télécharger gratuitement la traduction française et allemande du jeu.
Depuis 28 mars 2007, les joueurs peuvent expérimenter la première installation du système de courses Chocobo. Les joueurs sont autorisés à faire participer le Chocobo qu'ils ont élevé aux courses face à des NPCs. Les joueurs peuvent ainsi gagner des Chocobucks qui servent par la suite à acheter des prix comme des objets employés dans l'élevage.
Square Enix a également annoncé son intention de laisser les joueurs communiquer via un système d'envoi de message textuels avec les gens jouant au jeu en ligne.

## Audio
Contrairement à Final Fantasy X, Final Fantasy XI n'a pas de voix d'acteurs pour les cut-scenes, mais uniquement pour les cris de guerre et autres sons divers. La seule véritable voix est celle de la scène cinématique d'introduction du jeu (en anglais), aucun personnage non jouable ne parle durant le jeu. À la place, des descriptions textuelles indiquent au joueur ce que les NPCs leur communique. La scène d'introduction comporte également une chorale chantant en espéranto. D'après son compositeur, Nobuo Uematsu, le choix de la langue était censé symboliser l'espoir des développeurs que leur jeu en ligne puisse contribuer à une communication et une coopération inter-culturelle.
La musique de Final Fantasy XI a été composée par Nobuo Uematsu, Naoshi Mizuta et Kumi Tanioka. Les musiques des extensions ont été composées essentiellement par Mizuta, Tanioka étant occupée sur d'autres projets et Uematsu ayant quitté Square Enix. Une composition de Noël intitulée Jeuno -Starlight Celebration- peut être entendue dans la ville de Jeuno entre mi et fin décembre. Elle fut introduite pour la première fois en décembre 2004 et est depuis jouée chaque année. La musique peut également être entendue dans la zone "Dynamis - Tavnazia" sous certaines conditions. Une chanson intitulée Distant Worlds, interprétée par la soprano Izumi Masuda, composée par Uematsu et arrangée par Mizuta fut plus tard ajoutée dans un patch de juillet 2005 et publiée sur l'iTunes Music Store japonais le 13 septembre 2005. Cette chanson sert de générique de fin à l'extension "Chains of Promathia"
Nobuo Uematsu remarqua la difficulté accrue de composer pour un jeu pour lequel il n'y a pas de scénario linéaire, un changement majeur par rapport aux dix précédents Final Fantasy. C'était aussi le premier jeu de la série pour lequel il a composé alors qu'il n'était plus un employé de Square. La série de concerts de 2004-2005, Dear Friend -Music from Final Fantasy- comprenait le thème de "Ronfaure", de Final Fantasy XI. Une partie de la musique du jeu a été rendue disponible au téléchargement sur iTunes. Un album de dix pistes inspirées de Final Fantasy XI intitulé Final Fantasy XI - Music from the Other Side of Vana'diel a été réalisé par The Star Onions le 24 août 2005.
Une compilation sortie le 28 mars 2007, intitulée Final Fantasy XI Original Soundtrack PREMIUM BOX, contient les quatre OSTs de Final Fantasy XI et de ses trois extensions ainsi que des pistes inédites du jeu et les Final Fantasy XI Piano Collections, inédites elles aussi.

### Liste des CD distincts
- OST - FINAL FANTASY XI Original Soundtrack (2002)
- OST - FINAL FANTASY XI Original Soundtrack Limited Edition (2002)
- OST - FINAL FANTASY XI Rise of the Zilart Original Soundtrack (2003)
- OST - FINAL FANTASY XI Chains of Promathia Original Soundtrack (2004)
- Arrangé - FINAL FANTASY XI - The Star Onions - Music from the Other Side of Vana'diel (2005)
- OST - FINAL FANTASY XI Treasures of Aht Urhgan Original Soundtrack (2006)
- Arrangé - FINAL FANTASY XI - Sanctuary - Music from the Other Side of Vana'diel (2009)

## Promotion et marchandises
Des cartes de crédit Visa et Mastercard Final Fantasy XI PlayOnline étaient disponibles au Japon. Elles avaient pour intérêt entre autres de ne pas avoir de taxes annuelles tant que le client restait inscrit chez PlayOnline, ainsi que de nombreuses récompenses. Il y a également eu des offres avec des cartes de téléphone et porte-clés en édition limitée, une fois de plus en exclusivité au Japon. Plusieurs T-Shirts et peluches sont disponibles à l'achat en Amérique du Nord. Enfin, une horloge à l'heure de Vana'diel et les CD des musiques du jeu sont en vente.
Le jeu est également la source de plusieurs ouvrages. Dès 2003, une série de nouvelles intitulées Final Fantasy XI: 星の誓い a été écrite par Miyabi Hasegawa et publiée en japonais, allemand et français. En 2004, un manhwa intitulé Final Fantasy XI ~The Out of Orders~, dessiné par l'artiste Kim Byung Jin et scénarisé par Kim Sungjae, a été publié. Additionnellement, Adventure Log, un webcomic de Scott Ramsoomair, a été commandé par Square Enix dès 2007.
En France, les romans tirés du jeu sont disponibles aux éditions Fleuve noir. 6 volumes sont actuellement publiés.

## Aspects financiers et récompenses
En décembre 2002, le président de Square Yoichi Wada annonce qu'il y a plus de 200 000 inscrits à Final Fantasy XI, permettant à la compagnie d'atteindre le seuil de rentabilité et de commencer à faire des profits. En janvier 2004, Square Enix annonce que plus de 500 000 utilisateurs représentant plus d'un million de personnages jouent au jeu. À la suite de sa sortie sur la PlayStation 2, il devient le premier MMORPG multiplateforme jamais créé. Juste avant sa sortie sur PlayStation 2, un tiers des joueurs étaient anglophones. Il y a actuellement entre 200 000 et 300 000 joueurs actifs se connectant quotidiennement.
Pour la période financière allant d'avril à septembre 2004, Square Enix vit les ventes de jeux en ligne, particulièrement Final Fantasy XI, croître de 101 % et le profit augmenta ainsi de 230,9 %. Jusqu'en été 2006, les profits des services d'inscription sont restés stables. Depuis la sortie de la version Xbox 360 le 14 août 2006, il est devenu le sixième jeu le plus joué sur le réseau Xbox Live.
Le jeu fut noté 8,4/10 par le site GameStats. Il était dit que la réalisation était bonne mais que le jeu manquait d'originalité, et qu'en fait avec uniquement des serveurs japonais en route les joueurs américains étaient forcés de jouer avec des joueurs japonais bien plus expérimentés, toutes les quêtes ayant déjà été complétées. GameSpot le critiqua pour avoir un système de contrôle peu conventionnel, une installation trop longue et son absence d'aspect PvP. Parmi les autres problèmes, l'expérience requise pour monter en niveau et ainsi accéder à de nouvelles zones impliquait des batailles constantes dans des camps surpeuplés. En ce qui concerne la sortie de la version Xbox 360, des critiques se sont dressées concernant le fait que le jeu ne fonctionne qu'avec un disque dur. Cependant, cela est compréhensible dans la mesure où le jeu n'est pas exclusivement en ligne mais doit être dans un premier temps installé pour être utilisé.
Durant le développement de nombreux problèmes et autres plaintes concernant le jeu ont été adressés. De nouveaux serveurs furent ajoutés, permettant aux joueurs américains de commencer sur des serveurs sans joueurs expérimentés. Bien que beaucoup du contenu ait déjà été complété et puisse être facilement recherché, de nouvelles quêtes ont été continuellement ajoutées avec chaque update. Avec les nouvelles extensions et mises à jour, la taille du jeu a considérablement augmenté, cependant le DVD inclus dans la "Vana'diel Collection" a également considérablement diminué le temps d'installation du jeu. En avril 2004, la Ballista, première forme de PvP, a été introduite, suivie du Brenner, une seconde forme de PvP, en février 2006. Les développeurs ont également réduit la quantité d'expérience requise pour monter un personnage au plus haut niveau, ainsi qu'ajouté de nouveaux moyens de gagner de l'expérience comme des objets facilement accessibles qui augmentent l'expérience gagnée à la fin d'un combat.
Final Fantasy XI a été récompensé du grand prix de la Consumer Entertainment Software Association (Association des consommateurs de logiciels de divertissement) japonaise en 2002-2003, avec Taiko no Tatsujin. Il a également été nommé jeu du mois par IGN en mars 2004, pour sa haute personnalisation et sa réussite dans la création d'un monde multiplateformes et multi-langages. Un hall sur le thème de Final Fantasy XI est présent dans le jeu en ligne Minna no Golf Online. Il a également gagné le prix du MMORPG PC de l'année en 2003 par GameSpy.